# Ecuaciones de Saint-Venant en 1D
Las ecuaciones de Saint-Venant en 1D son un conjunto de ecuaciones diferenciales, que  modelan los cambios de caudal y nivel de un líquido a lo largo del espacio unidimensional y el tiempo de manera no permanente como en un canal o tubería a superficie libre o abierto. Este conjunto de ecuaciones reciben su nombre en honor al matemático e ingeniero francés del siglo XIX Adhémar Jean Claude Barré de Saint-Venant.
El conjunto de ecuaciones puede ser utilizado en múltiples contextos como en la transformación de lluvia en escorrentía en una cuenca para luego ser transitada o trasladada a través de una corriente de agua como un río o de un sistema de tuberías drenaje, también puede ser utilizada para transitar flujos de aguas someras como en los sistemas de irrigación a través de un sistema de canales o de ríos. En general estos procesos se presentan en tres dimensiones pero para muchas aplicaciones prácticas es suficiente utilizar una aproximación unidimensional en la dirección de mayor relevancia que usualmente es longitudinal al canal o dirección de flujo.

## Historia

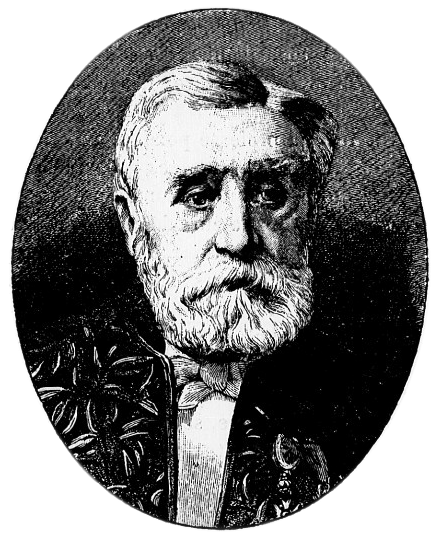
Adhémar Jean Claude Barré de Saint-Venant

Las ecuaciones de Saint-Venant fueron desarrolladas por primera vez por el matemático e ingeniero francés Adhémar Jean Claude Barré de Saint-Venant en 1871 en su trabajo Théorie du mouvement non permanent des eaux, avec application aux crues des rivières et à l'introduction des marées dans leur lit, publicado por la Academia de Ciencias de Francia, aunque la forma de la ecuación de continuidad fue publicada en 1848 en su trabajo Études théoriques et pratiques sur le mouvement des eaux courantes.
Las ecuaciones de Saint-Venant pueden ser deducidas hoy a partir de las ecuaciones de Navier-Stokes realizando un proceso de integración en dos dimensiones. Sin embargo, se desconocen las relaciones históricas que existen en los procesos originales deductivos entre estos dos conjuntos de ecuaciones ya que para muchos el conjunto de ecuaciones publicado por George Gabriel Stokes en 1845 fue presentado antes por Barré de Saint-Venant en 1843, siete años después de la muerte de Claude-Louis Navier, quien a su vez había publicado una parte de las bases de estas ecuaciones en 1822; de esta manera, Saint-Venant habría encontrado de manera correcta la solución dos años antes que Stokes. Sin embargo, su nombre y su trabajo intermedio no ha sido reconocido para referirse a estas ecuaciones a través de la historia.
| |
| - Barras verticales en azul corresponden a publicaciones relevantes previas - Barra vertical en rojo corresponde a la publicación del conjunto de ecuaciones de Saint-Venant |

## Supuestos de las ecuaciones
El desarrollo de las ecuaciones requiere de las siguientes suposiciones para su uso:
- La profundidad y la velocidad de flujo solamente varía en la dirección longitudinal del canal.
- Las variaciones de profundidad y velocidad a lo largo del canal se realizan de manera gradual.
- El canal es aproximadamente lineal.
- La pendiente es pequeña.
- El lecho es fijo, es decir que no hay erosión ni acreción.
- La resistencia puede ser calculada a partir de los modelos de flujo uniforme permanente.
- El fluido es incompresible y de densidad constante.

## Sistema de ecuaciones
El sistema de ecuaciones de Saint-Venant está compuesto por dos conjuntos de ecuaciones: las ecuaciones de continuidad y las ecuaciones de cantidad de movimiento o momentum.

### Ecuación de continuidad

Esquema de balance de masa y continuidad para ecuaciones de Saint Venant

La ecuación de continuidad tiene en cuenta un balance de masa sobre un volumen de control. En forma conservativa puede escribirse en términos del caudal {\displaystyle (Q)} y del área {\displaystyle (A)} de la siguiente manera:

{\displaystyle {\begin{aligned}{\frac {\partial Q}{\partial x}}+{\frac {\partial A}{\partial t}}=0\end{aligned}}}

O de manera no conservativa en términos de la velocidad media longitudinal {\displaystyle (V)} y la profundidad {\displaystyle (y)} así:

{\displaystyle {\begin{aligned}V{\frac {\partial y}{\partial x}}+y{\frac {\partial V}{\partial x}}+{\frac {\partial y}{\partial t}}=0\end{aligned}}}

### Ecuación de momentum

Esquema de balance de fuerzas para ecuaciones de Saint Venant

La ecuación de momentum surge al igualar las fuerzas externas aplicadas al volumen de control como la gravedad, la presión, la fricción, el viento entre otras. En forma conservativa puede escribirse esta ecuación en términos del caudal {\displaystyle (Q)}, área {\displaystyle (A)}, profundidad {\displaystyle (y)}, pendiente del canal {\displaystyle (S_{0})}, pendiente de fricción {\displaystyle (S_{f})} y de la gravedad {\displaystyle (g)} de la siguiente manera:

{\displaystyle {\begin{aligned}{\frac {1}{A}}{\frac {\partial Q}{\partial t}}+{\frac {1}{A}}{\frac {\partial }{\partial x}}\left({\frac {Q^{2}}{A}}\right)+g{\frac {\partial y}{\partial x}}-g\left(S_{0}-S_{f}\right)=0\end{aligned}}}

O de manera no conservativa en términos de la velocidad media longitudinal {\displaystyle (V)} así:

{\displaystyle {\begin{aligned}{\frac {\partial V}{\partial t}}+V{\frac {\partial V}{\partial x}}+g{\frac {\partial y}{\partial x}}-g\left(S_{0}-S_{f}\right)=0\end{aligned}}}

## Aproximaciones y simplificaciones
Debido a que en varios contextos la solución de las ecuaciones de Saint-Venant presenta dificultades para encontrar una respuesta satisfactoria o que en ocasiones no es necesario utilizar todos los términos de las ecuaciones existen tres simplificaciones básicas conocidas como «onda dinámica», «onda difusiva» y «onda cinemática», que se diferencian entre sí de acuerdo con los términos de la ecuación de momentum tenidos en cuenta, como se muestra a continuación:

| Aproximación    | {\displaystyle {\frac {1}{A}}{\frac {\partial Q}{\partial t}}} | {\displaystyle +{\frac {1}{A}}{\frac {\partial }{\partial x}}\left({\frac {Q^{2}}{A}}\right)} | {\displaystyle +g{\frac {\partial y}{\partial x}}} | {\displaystyle -gS_{0}}         | {\displaystyle +gS_{f}}       | {\displaystyle =0} |
| --------------- | -------------------------------------------------------------- | --------------------------------------------------------------------------------------------- | -------------------------------------------------- | ------------------------------- | ----------------------------- | ------------------ |
| Aproximación    | Término de aceleración local                                   | Término de aceleración convectiva                                                             | Término de fuerza de presión                       | Término de fuerza gravitacional | Término de fuerza de fricción |                    |
| Aproximación    | Términos inerciales                                            |                                                                                               | Término de fuerza de presión                       | Término de fuerza gravitacional | Término de fuerza de fricción |                    |
| Onda dinámica   | Sí                                                             | Sí                                                                                            | Sí                                                 | Sí                              | Sí                            | Sí                 |
| Onda difusiva   | No                                                             | No                                                                                            | Sí                                                 | Sí                              | Sí                            | Sí                 |
| Onda cinemática | No                                                             | No                                                                                            | No                                                 | Sí                              | Sí                            | Sí                 |

También es posible a partir de la ecuación de momentum al expresar la pendiente de pérdida de energía {\displaystyle S_{f}} en función de los otros términos, definiendo tres tipos de flujo diferentes como se muestra a continuación:

| Aproximación                     | {\displaystyle S_{f}=} | {\displaystyle -{\frac {1}{gA}}{\frac {\partial Q}{\partial t}}} | {\displaystyle -{\frac {1}{gA}}{\frac {\partial }{\partial x}}\left({\frac {Q^{2}}{A}}\right)} | {\displaystyle -{\frac {\partial y}{\partial x}}} | {\displaystyle +S_{0}}          |
| -------------------------------- | ---------------------- | ---------------------------------------------------------------- | ---------------------------------------------------------------------------------------------- | ------------------------------------------------- | ------------------------------- |
| Aproximación                     |                        | Término de aceleración local                                     | Término de aceleración convectiva                                                              | Término de fuerza de presión                      | Término de fuerza gravitacional |
| Aproximación                     | Términos inerciales    |                                                                  |                                                                                                | Término de fuerza de presión                      | Término de fuerza gravitacional |
| Flujo no uniforme, no permanente |                        | Sí                                                               | Sí                                                                                             | Sí                                                | Sí                              |
| Flujo no uniforme, permanente    | No                     | Sí                                                               | Sí                                                                                             | Sí                                                |                                 |
| Flujo uniforme, permanente       | No                     | No                                                               | No                                                                                             | Sí                                                |                                 |

### Onda dinámica frente a onda cinemática

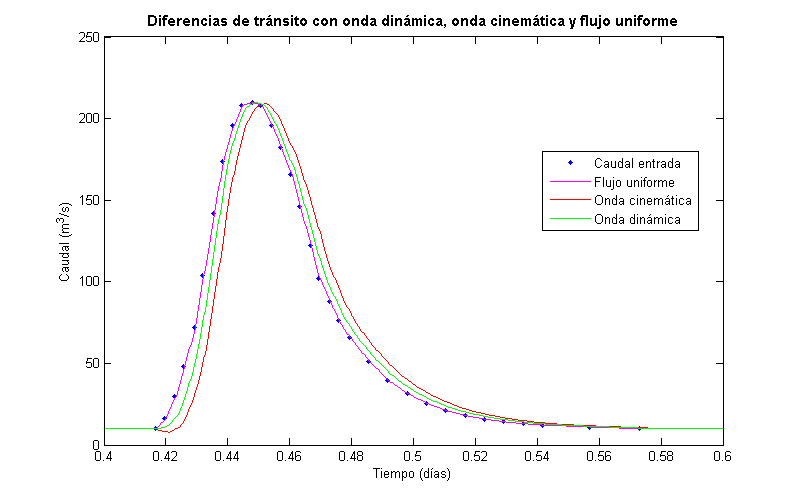
Comparación de los hidrogramas obtenidos al aplicar solucionar las ecuaciones para onda cinemática, onda dinámica y flujo uniforme en un canal rectangular de n = 0.030, L = 1000 m y s0 = 0.001 m/m

En principio la aproximación de la onda dinámica sería el mejor modelo ya que utiliza todos los términos de la ecuación diferencial de momentum. Sin embargo, en la práctica esto no siempre es cierto pues se ha encontrado que en algunas situaciones las ondas dinámicas se disipan rápidamente dejando como predominantes las ondas cinemáticas, que viajan a menor velocidad. Otros autores han encontrado que para ondas de inundación el comportamiento de la atenuación de la onda en condiciones reales es más semejante al caso de la onda cinemática que al de la onda dinámica ya que la atenuación es nula o muy baja, como se espera de la solución de la aproximación de la onda cinemática y no de la onda dinámica.
En estudios experimentales y numéricos realizados en el laboratorio de la Universidad de Illinois en Urbana-Champaign y publicados en 2015 se encontró que en cuencas sometidas a tormentas móviles de longitud menor a la cuenca la aproximación de la onda cinemática tiene a sobrestimar los caudales de salida de la cuenca, cuando la tormenta tiene un movimiento en dirección hacia aguas abajo como consecuencia de la imposibilidad de este modelo de manejar los efectos de remanso producidos en la condición de frontera. Sin embargo, en el caso de tormentas con un movimiento ascendente el modelo de la onda cinemática simula las condiciones de manera adecuada. Por otro lado el modelo de la onda dinámica si es capaz de simular los efectos de remanso observados experimentalmente fundamentalmente al retener el término de presión para la condición de la tormenta descendente y presenta resultados similares a los de la onda cinemática para la situación de la tormenta ascendente.

## Implementaciones en paquetes de software

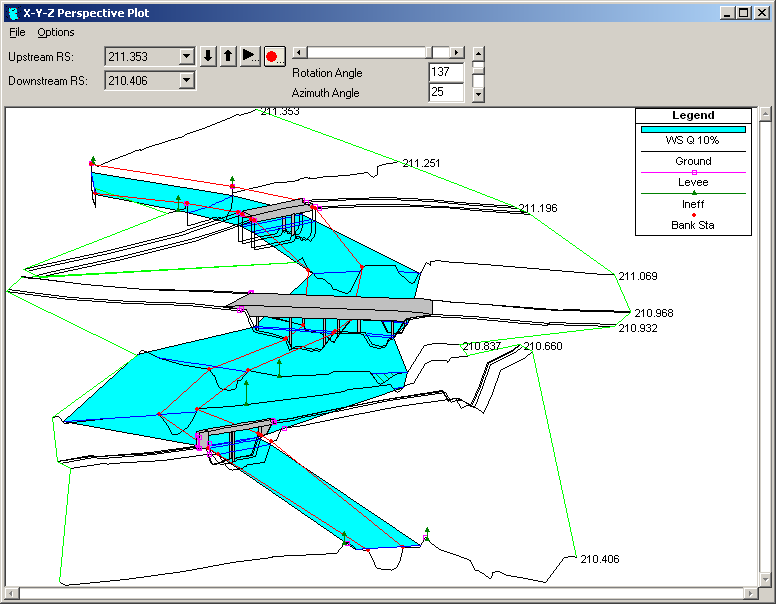
HEC-RAS

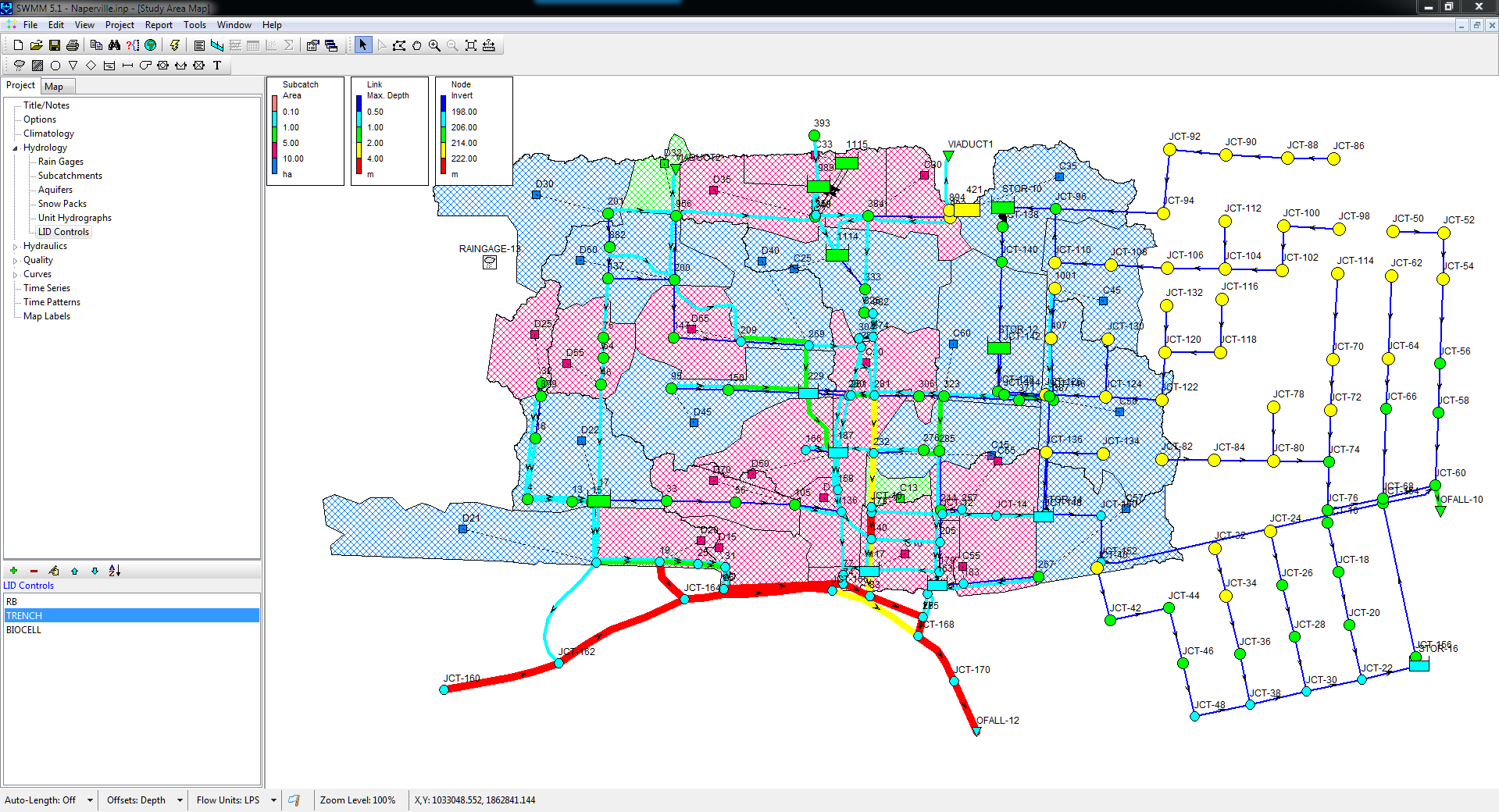
EPASWMM

La solución de las ecuaciones de Saint-Venant en 1D ha sido implementada en varias aplicaciones de software comunes usualmente a través de métodos numéricos y en particular por diferencias finitas, entre los más reconocidos se pueden mencionar los siguientes:
- HEC-HMS, aplicación hidrológica desarrollada por el cuerpo de ingenieros de los Estados Unidos de América.
- HEC-RAS, aplicación hidrodinámica desarrollada por el cuerpo de ingenieros de los Estados Unidos de América.
- MIKE 11, resuelve el modelo de onda dinámica, pero en el caso de condiciones de flujo supercrítico desprecia el efecto del término convectivo de la ecuación de momentum.[8]
- EPASWMM, resuelve el modelo de la onda dinámica completa o la onda cinemática, y el usuario puede elegir si desea despreciar totalmente o atenuar el efecto de los términos inerciales de la ecuación de momentum.
- Storm and Sanitary Analysis, ofrecido por Autodesk y utiliza como motor de cálculo una adaptación del modelo de EPASWMM.
- SewerGems, y CivilStorm ofrecidos por Bentley, utiliza bien el motor de cálculo del modelo EPASWMM, bien los códigos implícito y explícito desarrollados por Haestad